# Orléans Métropole
Orléans Métropole ist ein französischer Gemeindeverband mit der Rechtsform einer Métropole im Département Loiret in der Region Centre-Val de Loire. Sie wurde am 27. Dezember 2001 gegründet und umfasst 22 Gemeinden. Der Verwaltungssitz befindet sich in der Stadt Orléans.

## Historische Entwicklung
Der ursprünglich als Communauté d’agglomération Orléans Val de Loire gegründete Verband wurde mit Wirkung vom 1. Januar 2017 in den Rang einer Communauté urbaine und per 1. Juli 2017 zur Métropole erhoben und entsprechend umbenannt. Die Rechtspersönlichkeit wurde jedoch nicht geändert.

## Mitgliedsgemeinden
| Gemeinde                   | Einwohner 1. Januar 2022 | Fläche km² | Dichte Einw./km² | Code INSEE | Postleitzahl |
| -------------------------- | ------------------------ | ---------- | ---------------- | ---------- | ------------ |
| Boigny-sur-Bionne          | 2.106                    | 7,53       | 280              | 45034      | 45760        |
| Bou                        | 1.019                    | 6,29       | 162              | 45043      | 45430        |
| Chanteau                   | 1.611                    | 28,85      | 56               | 45072      | 45400        |
| Chécy                      | 8.948                    | 15,47      | 578              | 45089      | 45430        |
| Combleux                   | 524                      | 1,10       | 476              | 45100      | 45800        |
| Fleury-les-Aubrais         | 21.664                   | 10,12      | 2.141            | 45147      | 45400        |
| Ingré                      | 9.838                    | 20,82      | 473              | 45169      | 45140        |
| La Chapelle-Saint-Mesmin   | 10.492                   | 8,96       | 1.171            | 45075      | 45380        |
| Mardié                     | 3.083                    | 17,28      | 178              | 45194      | 45430        |
| Marigny-les-Usages         | 1.861                    | 9,66       | 193              | 45197      | 45760        |
| Olivet                     | 22.988                   | 23,39      | 983              | 45232      | 45160        |
| Orléans                    | 116.344                  | 27,48      | 4.234            | 45234      | 45000        |
| Ormes                      | 4.341                    | 18,15      | 239              | 45235      | 45140        |
| Saint-Cyr-en-Val           | 3.430                    | 44,23      | 78               | 45272      | 45590        |
| Saint-Denis-en-Val         | 7.768                    | 17,11      | 454              | 45274      | 45560        |
| Saint-Hilaire-Saint-Mesmin | 3.156                    | 14,12      | 224              | 45282      | 45160        |
| Saint-Jean-de-Braye        | 22.088                   | 13,70      | 1.612            | 45284      | 45800        |
| Saint-Jean-de-la-Ruelle    | 16.608                   | 6,10       | 2.723            | 45285      | 45140        |
| Saint-Jean-le-Blanc        | 9.534                    | 7,66       | 1.245            | 45286      | 45650        |
| Saint-Pryvé-Saint-Mesmin   | 6.200                    | 8,87       | 699              | 45298      | 45750        |
| Saran                      | 16.866                   | 19,65      | 858              | 45302      | 45770        |
| Semoy                      | 3.204                    | 7,78       | 412              | 45308      | 45400        |
| Orléans Métropole          | 293.673                  | 334,32     | 878              | –          | –            |